# Saint-Ciers-sur-Bonnieure
 Saint-Ciers-sur-Bonnieure  là một xã thuộc tỉnh Charente trong vùng Nouvelle-Aquitaine tây nam nước Pháp. Xã này có độ cao từ 60-122 mét trên mực nước biển.